# جیکوبز ول، ساری
جیکوبز ول (به انگلیسی: Jacobs Well) یک روستا در بریتانیا است که در ساری واقع شده‌است. جیکوبز ول ۱٬۱۷۱ نفر جمعیت دارد.